# Calephelis dreisbachi
Calephelis dreisbachi är en fjärilsart som beskrevs av Mcalpine 1971. Calephelis dreisbachi ingår i släktet Calephelis och familjen Riodinidae. Inga underarter finns listade i Catalogue of Life.